# Gerhard Borrmann
Gerhard Borrmann (* 30. April 1908 in Diedenhofen, Reichsland Elsaß-Lothringen, Deutsches Kaiserreich; † 12. April 2006 in Braunfels) war ein deutscher Physiker, der neben den Begründern Max von Laue und Paul Peter Ewald wesentliche Beiträge zur dynamischen Theorie der Röntgenstrahlinterferenzen geleistet hat. 

## Leben
Borrmann studierte an der Technischen Universität München und an der Technischen Hochschule Danzig, wo er 1930 den Grad eines Diplom-Ingenieurs erwarb. 1936 promovierte er in Danzig bei Walther Kossel über den Kossel-Effekt (Über die Interferenzen aus Gitterquellen bei Anregung durch Röntgenstrahlen). Die weitere Zusammenarbeit mit Kossel endete 1938, weil er wegen seiner Weigerung, der NSDAP beizutreten, die Hochschule verlassen musste. Er wurde wissenschaftlicher Mitarbeiter bei Max von Laue am Kaiser-Wilhelm-Institut für physikalische Chemie und Elektrochemie in Berlin, dem späteren Fritz-Haber-Institut. Die späte Kriegs- und die Nachkriegszeit verbrachte er in Südwestdeutschland. 1952 nahm er die Zusammenarbeit mit Max von Laue erneut auf, 1953 wurde er bis zu seiner Emeritierung 1970 Leiter der Abteilung „Kristalloptik der Röntgenstrahlen“ am Fritz-Haber-Institut.
1956 berief ihn die Max-Planck-Gesellschaft zum Wissenschaftlichen Mitglied. 1970 wurde er korrespondierendes Mitglied der Mathematisch-naturwissenschaftlichen Klasse der Bayerischen Akademie der Wissenschaften.
1996 wurde ihm für sein wissenschaftliches Lebenswerk die Carl-Hermann-Medaille der Deutschen Gesellschaft für Kristallographie verliehen. Sein Name lebt in dem von ihm beschriebenen und erklärten Effekt der anomalen Absorption von Röntgenstrahlen („Borrmann-Effekt“) weiter.

## Schriften
- Über Extinktionsdiagramme der Röntgenstrahlen von Quarz. In: Physikalische Zeitschrift. Bd. 42 (1941), S. 157.